# Frankie Hi-NRG MC

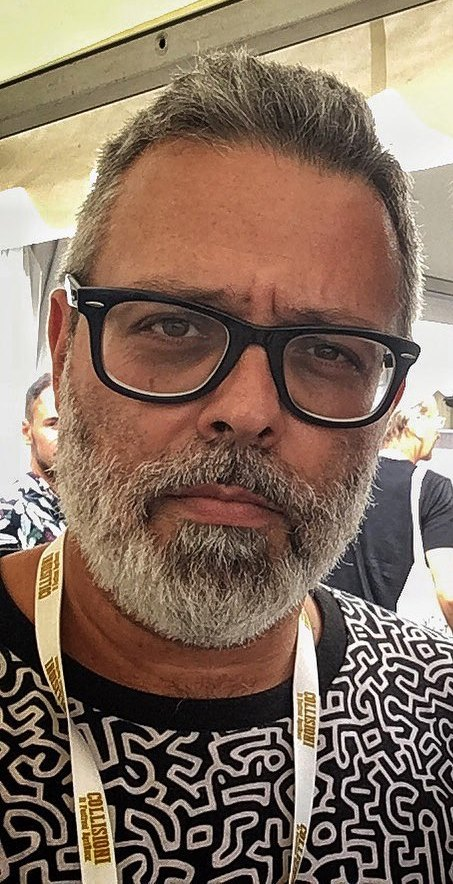
Frankie hi-nrg mc (2019)

Francesco Di Gesù (* 18. Juli 1969 in Turin), bekannt unter seinem Künstlernamen Frankie hi-nrg mc, ist ein italienischer Rapper und Cantautore.

## Leben
Frankie begann seine musikalische Laufbahn im Vorprogramm der Gruppen Run DMC und Beastie Boys bei deren Italientournee 1992. Im Folgejahr erschien sein Debütalbum Verba manent. Der Titel Fight da faida, der als seine erfolgreichste Single erschien, war ein Song gegen die Mafia, Camorra und gegen Korruption. Mit der Single Quelli che ben pensano, die er mit Riccardo Sinigallia aufnahm, gewann er den Premio italiano della musica als Song des Jahres.
Sein zweites Album La morte dei miracoli erschien 1997 und enthielt Titel wie Autodafè und Giù le mani da Caino, in denen er sich gegen die Todesstrafe engagierte. Nach dem Album Ero un autarchico (2003) erschien 2005 unter dem Titel Rap©ital eine Sammlung neu arrangierter Titel. Die hier enthaltene Version des Songs „Giù le mani da Caino“ war Teil des Soundtracks von „Guillermo del Toros Pinocchio“. 2008 nahm Frankie mit dem Song Rivoluzione erstmals am Sanremo-Festival teil. Im Anschluss erschien sein Album DePrimoMaggio.
2012 begleitete er die Sängerin Fiorella Mannoia auf ihrer Tournee Sud tour. Mit den Songs Un uomo è vivo und Pedala belegte er beim Sanremo-Festival den achten Platz. 2014 veröffentlichte er das Album Essere umani.

## Diskographie
- Verba manent, 1993
- La morte dei miracoli, 1997
- Ero un autarchico, 2003
- Rap©tical, 2005
- DePrimoMaggio, 2008
- Essere umani, 2014